# اللو (اهر)
اللو یکی از روستاهای استان آذربایجان شرقی است که در دهستان نقدوز بخش فندقلو شهرستان اهر واقع شده‌است. این روستا در دوره  پهلوی اول بر اساس سیاست یکجا نشینی عشایر  تشکیل شده و در زمان پهلوی دوم و عصر جمهوری اسلامی تحت تاثیر عوامل مختلف فرهنگی، اقتصادی و اجتماعی رو به گسترش مقر خود نموده است..